# Puente del Burgo
El puente del Burgo es un puente medieval que cruza el río Lérez en la ciudad española de Pontevedra y que sustituyó a un puente anterior de origen romano. Se encuentra en el trayecto del Camino de Santiago Portugués al norte del centro histórico de Pontevedra y al sur del barrio de O Burgo. Entre sus arcos encima de los pilares están esculpidas las famosas conchas de peregrino. Durante siglos fue uno de los puentes más importantes de Galicia desde el punto de vista estratégico.

## Historia
Este punto de vadeo del río Lérez, en una zona de marismas próxima a su desembocadura, fue seguramente importante para el tránsito desde la prehistoria. El actual puente medieval es heredero del primer puente romano por el que pasaba la vía romana XIX siguiendo el Itinerario de Antonino. Este puente aún existiría en el siglo XII, pero en ruinas. Si bien la tradición local habla del pasado romano de esta infraestructura, nunca se han encontrado restos de esa hipotética construcción romana. Ante esta carencia de pruebas, el principal indicio de la existencia de una primitiva infraestructura romana en este lugar fue el hallazgo, en 1988, de un miliario de la época del emperador Adriano.
Las primeras referencias al puente datan del año 1165, cuando los reyes Fernando II de León y Alfonso de Portugal firman la conocida como Paz de Lérez en el super flumen Lerice in vetula ponte, refiriéndose como puente viejo al antiguo puente romano. Esta referencia es también la primera prueba documental de la existencia del núcleo urbano de Pontevedra. Cuatro años después ese enclave recibió del rey leonés su fuero, con el objetivo de fijar población y desarrollar una villa que pudiese proteger el vado del río, que no solo tenía un papel comercial y era punto de paso para los peregrinos a Santiago, sino que también era un enclave militar vital importante en un siglo de grandes turbulencias con los territorios que acabarían conformando el reino de Portugal. 
En esas mismas décadas centrales del siglo XII tomó forma la ciudad de Pontevedra y se construyó el Puente del Burgo original, tal como han confirmado los análisis arqueológicos de los arcos medievales hoy soterrados. La obra del puente estuvo más de un siglo inacabada y todavía en 1399 parece que estaba sin terminar. Una ciudad joven y de semejante importancia logística llamó pronto la atención de los arzobispos de Santiago, que veían que este cruce era de especial importancia para el flujo de peregrinos, de manera que Pontevedra y sus dominios pasarían muy pronto a formar parte del señorío de la iglesia compostelana. En 1180 Pontevedra dejó de ser de realengo y se integró en los dominios arzobispales durante gran parte de su historia. Durante largo tiempo el puente fue el único punto de paso del río Lérez en el Camino Portugués.

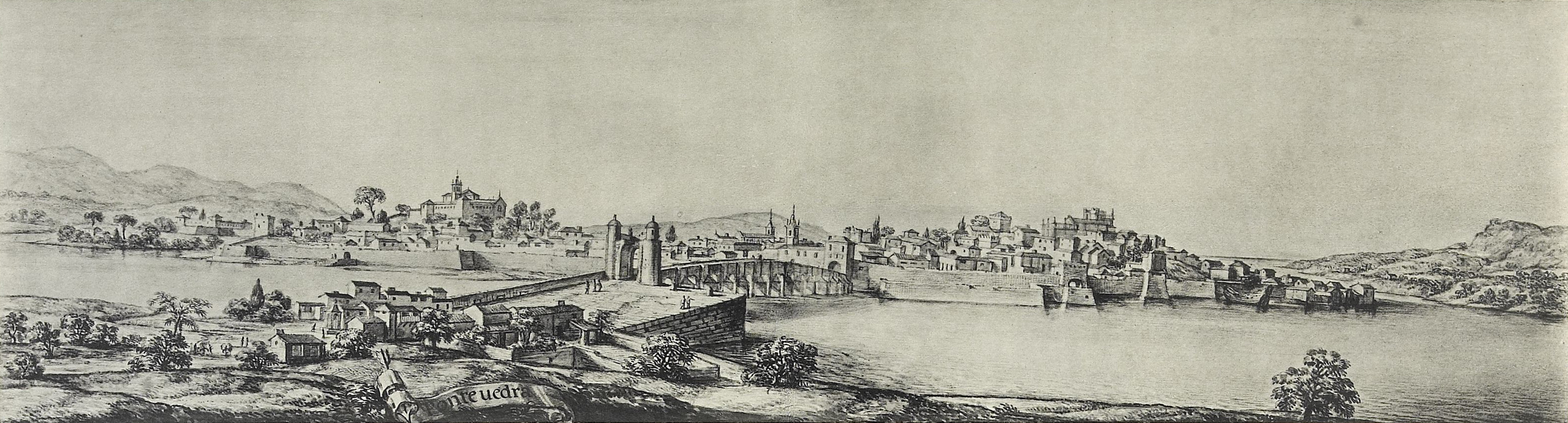
El puente del Burgo, en una acuarela de Pier Maria Baldi en 1669

El Puente del Burgo construido en el siglo XII tenía un ancho de 290 cm y constaba de tres tramos muy bien definidos: sendos estribos de unos 30 metros de largo en cada uno de sus extremos y un cuerpo central de, al menos, quince arcadas. En su extremo sur, el puente arrancaría justo en el perímetro del burgo medieval, en la que hoy se denomina Calle del Puente en el norte del centro histórico de Pontevedra. El puente fue testigo del combate entre Pero Niño y Gómez Domao en 1397.
A causa de los cambios en los sistemas de transporte, de las destrucciones provocadas por la naturaleza o el hombre, así como de la sedimentación del lecho fluvial, este puente medieval sufrió durante ocho siglos constantes modificaciones, reparaciones y reformas, hasta dar lugar al puente que ha llegado a la actualidad. En el siglo XV, el puente tenía 15 arcos, perdiendo uno cuando se construyó un nuevo dique para aumentar la profundidad del puerto de la ciudad. En el siglo XVI según los dibujos y acuarelas de Pier Maria Baldi, el puente contaba con dos torres ambos lados del río con la más próxima a la villa unida a las murallas y a la antigua cárcel. El 26 de noviembre de 1646, una enorme crecida del Lérez estuvo a punto de derribar el puente. Debido a este incidente el puente fue restaurado primeramente en 1674 y posteriormente de modo más exhaustivo entre 1697 y 1698.

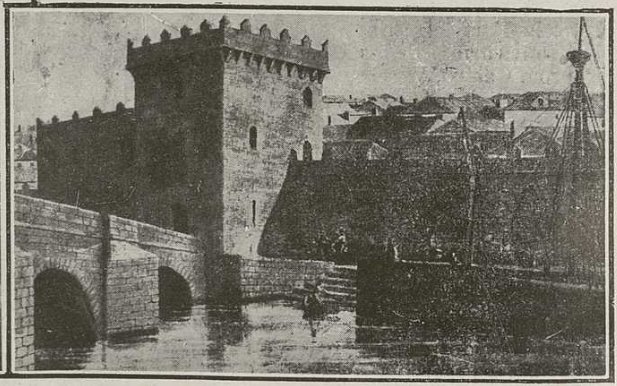
Reconstrucción del puente y la torre por Celso García de la Riega.

Durante el ataque inglés a Pontevedra en 1719, el 12 de octubre parte de las tropas del General George Wade comandadas por el el general de brigada Honywood se dirigieron a Pontevedra y quemaron en uno des sus extremos la cárcel y la torre que defendía una de las márgenes del río. En 1732 el castillo del puente estaba en ruinas y en 1780 el piso del puente se encontraba en pésimo estado. A finales del siglo XVIII y principios del siglo XIX se amplió el ancho de los arcos del puente y se demolieron los castilletes de los extremos. Los restos de las torres que daban acceso al puente del Burgo fueron completamente demolidas en 1806.
Durante la Guerra de Independencia Española el puente sufrió las consecuencias de la misma con las escaramuzas que se produjeron entre el puente y la cárcel ocupada por los franceses. Se planteó en cierto momento si la resistencia sobre los franceses debía realizarse en este puente del Burgo o en el de Puente Sampayo, optándose finalmente por el segundo. En el centro del puente había un crucero que, a mediados del siglo XIX, fue trasladado a las inmediaciones de la Plaza de Alonso de Fonseca, junto a la Basílica de Santa María la Mayor. En aquella época, el puente sólo tenía 12 arcos visibles.
En 1823 D. Pedro de Acuña realiza una reforma y consolidación del puente que en ese momento tenía 11 arcos vistos y uno enterrado.
En 1886 se proyectaron las obras de consolidación y ampliación del puente encomendadas al Ingeniero Prudencio Guadalajara, que en un primer momento planteó la sustitución del mismo, pero finalmente se decidió su reforma. Se sustituyeron sillares dañados, se tomaron las juntas, se alargaron los 5 primeros arcos del lado de la villa y se anchó la estructura dejando el puente en 5 metros de calzada para carruajes, más dos metros de  ancho repartidos en dos aceras con sendas barandillas de hierro. Se presupuestó en 72.274,18 pesetas incluyendo un puente provisional anexo de madera de 5 metros de ancho. Las obras se aprobaron al año siguiente. Durante las obras en una de los márgenes del río se redescubrió en 1888 uno de los antiguos arcos enterrados. Según Claudio González Zúñiga ya se habían encontrado arcos durante unas obras en 1831 dejándolos en el mismo estado. En 1890 se retiró el pretil de piedra y se instaló una barandilla metálica de fundición en 1891.
En junio de 1949 el ingeniero Juan Llansó de Viñals presentó el proyecto para un gran reforma y ampliación del puente, que entre el 5 de junio de 1953 y el 14 de septiembre de 1954 pasó a contar con dos carriles para vehículos y aceras a ambos lados para los peatones, pasando de 7 m de anchura a 11,20m. Se consideró también la idea de cubrir las aceras, que finalmente no se llevó a cabo por falta de presupuesto. Las conchas esculpidas sobre los arcos fueron un trabajo encargado en 1952 a Raymundo Vázquez y realizado por uno de sus canteros.
En 1988, se construyeron plataformas de hormigón para la prolongación de la avenida de Buenos Aires, sostenidas por pilares, que ocultaron el undécimo arco del puente debajo. Durante las excavaciones se descubrió el famoso miliario de Adriano, fechado en 134 d. C.
En 2006, una excavación arqueológica descubrió los arcos número 14 y 15 del puente y el embarcadero del siglo XV con un arco apuntado ciego. Durante la excavación, los arqueólogos encontraron dos miliarios, uno dedicado al emperador Maximino Daya del siglo IV y el otro al emperador Nerva del siglo I.

### Peatonalización
A mediados de 2019 se iniciaron las obras de peatonalización completa del puente, que finalizaron en 2020, con la instalación de una nueva iluminación nocturna. Gracias a esta reforma, se colocó un nuevo revestimiento de granito en la calzada y se retiró la antigua barandilla, que fue sustituida por una nueva.

## Descripción
El puente del Burgo es un puente peatonal de arcos de piedra que ha sufrido modificaciones en distintas épocas. Es de granito y consta de once arcos de medio punto rebajados. El puente tiene 10 arcos visibles, tajamares, una barandilla de acero galvanizado gris de 1,10 metros de altura con iluminación integrada y conchas esculpidas de piedra añadidas como medallones entre los arcos por encima de los pilares del puente en la década de 1950.
El puente tiene 11,2 metros de ancho y 158 metros de largo. El pavimento de piedra incorporó en 2020 pequeñas luces azules que señalizan el Camino de Santiago Portugués.

## Cultura
En el extremo sur del puente, en su confluencia con el casco antiguo de Pontevedra, existe una zona arqueológica con restos del puente medieval original (especialmente los arcos 14 y 15) y del puerto medieval con el único muelle medieval del siglo XVI que se conserva en Galicia, que habían quedado sepultados por las obras realizadas a lo largo de los siglos.

## Galería de imágenes

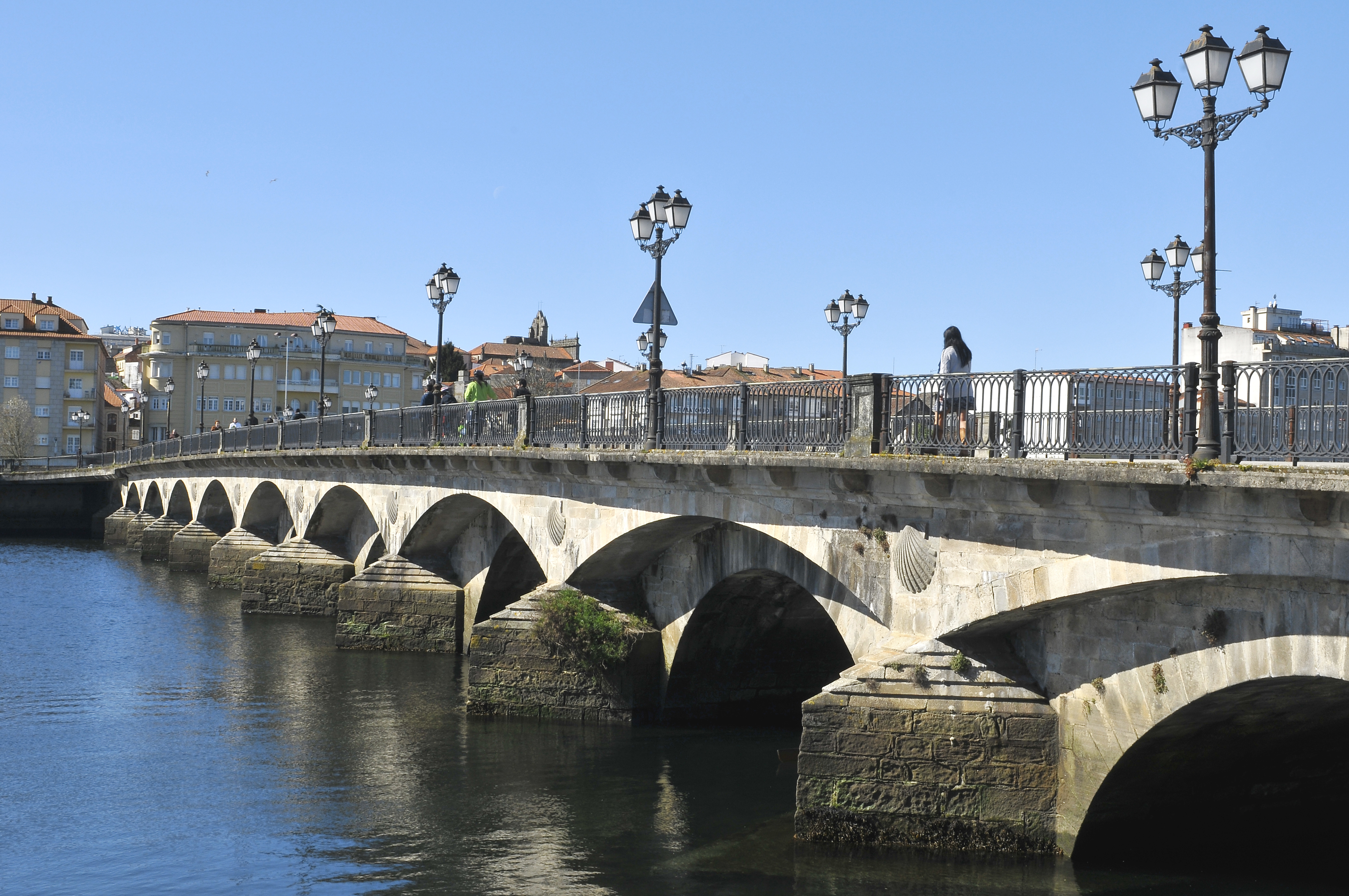
El puente en 2015
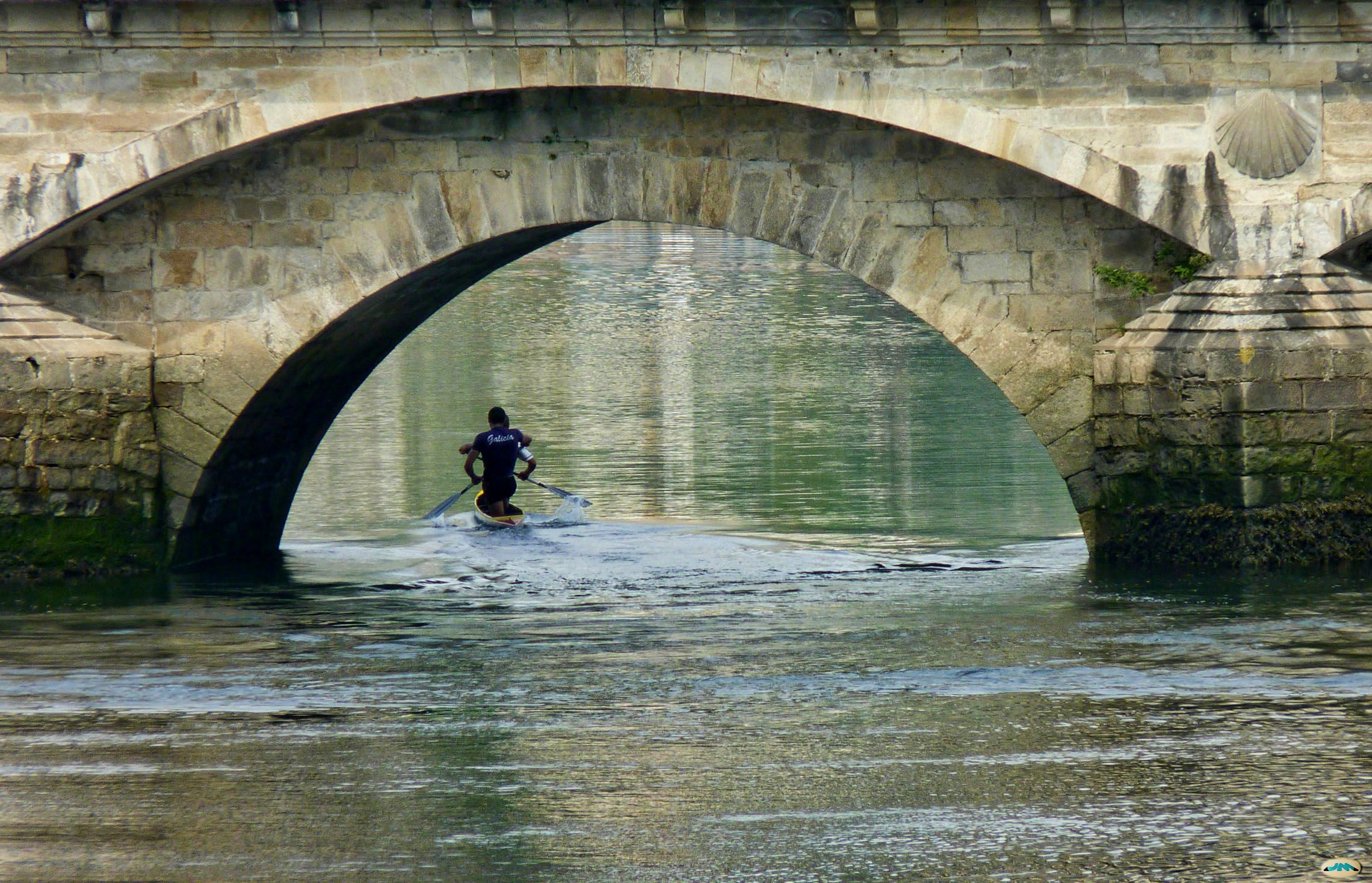
Arco del puente y concha esculpida
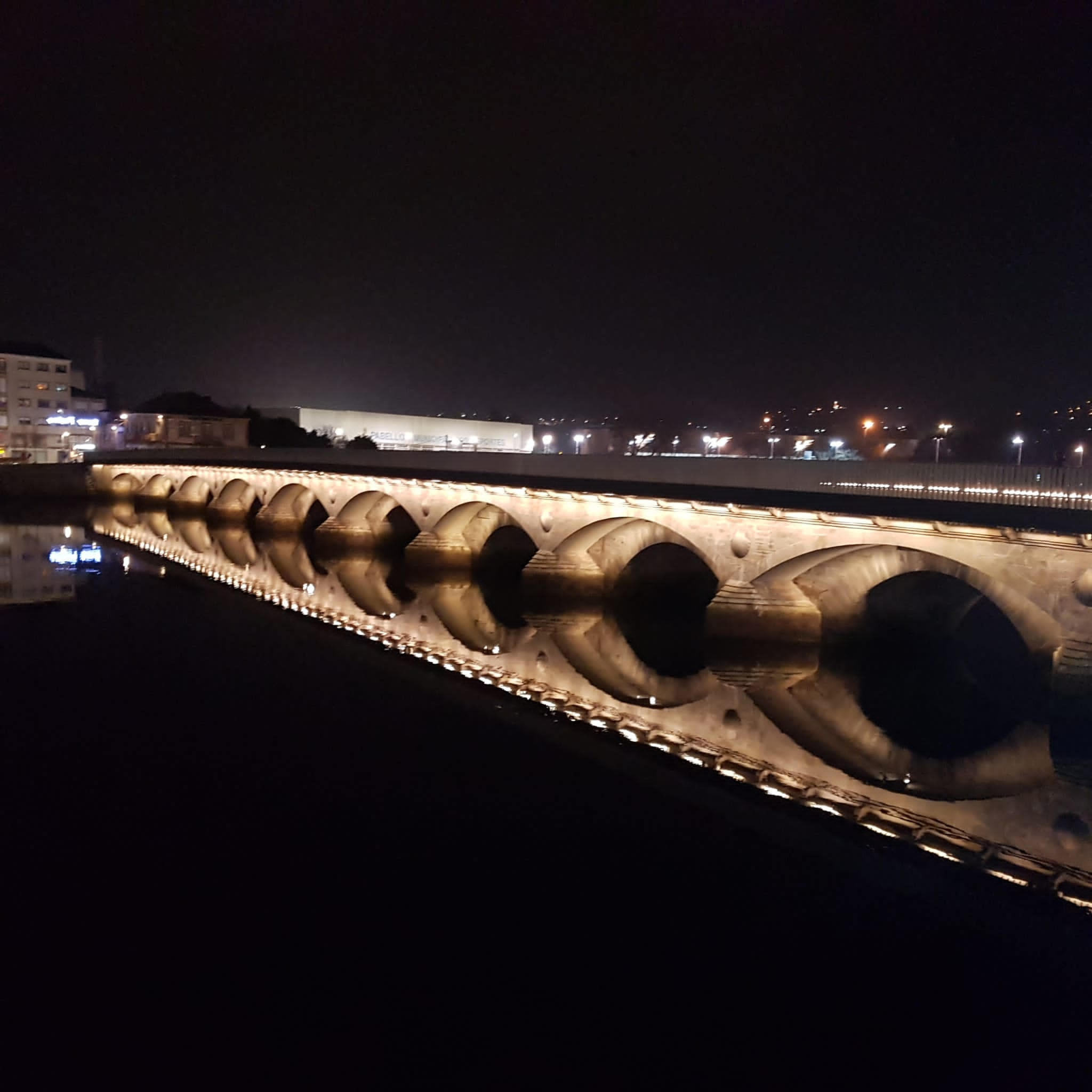
El puente de noche
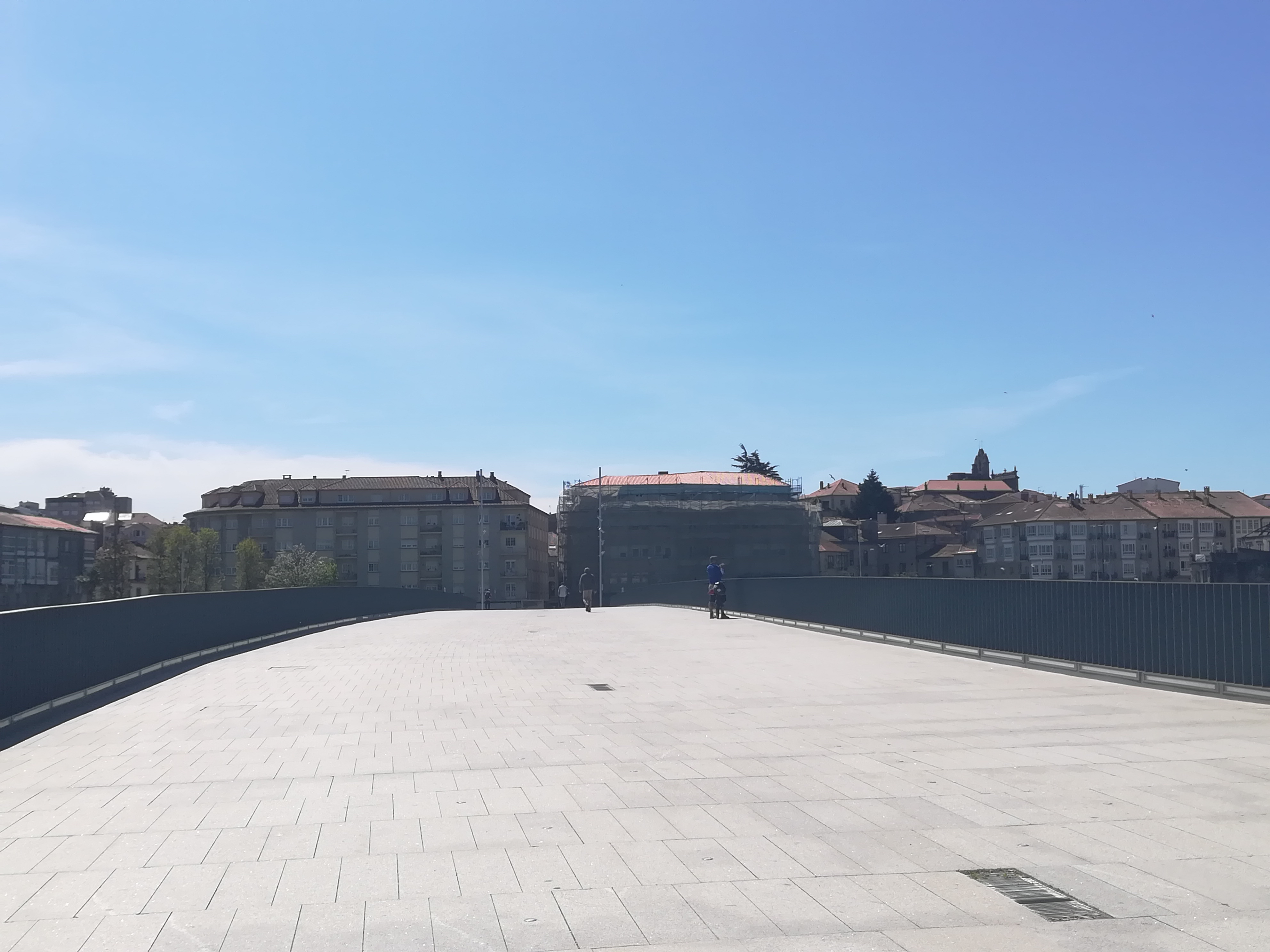
El puente peatonalizado
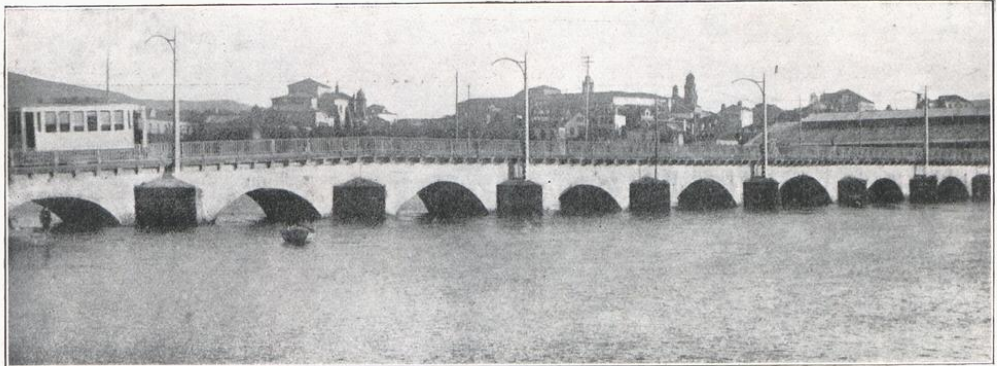
Puente del Burgo en 1930
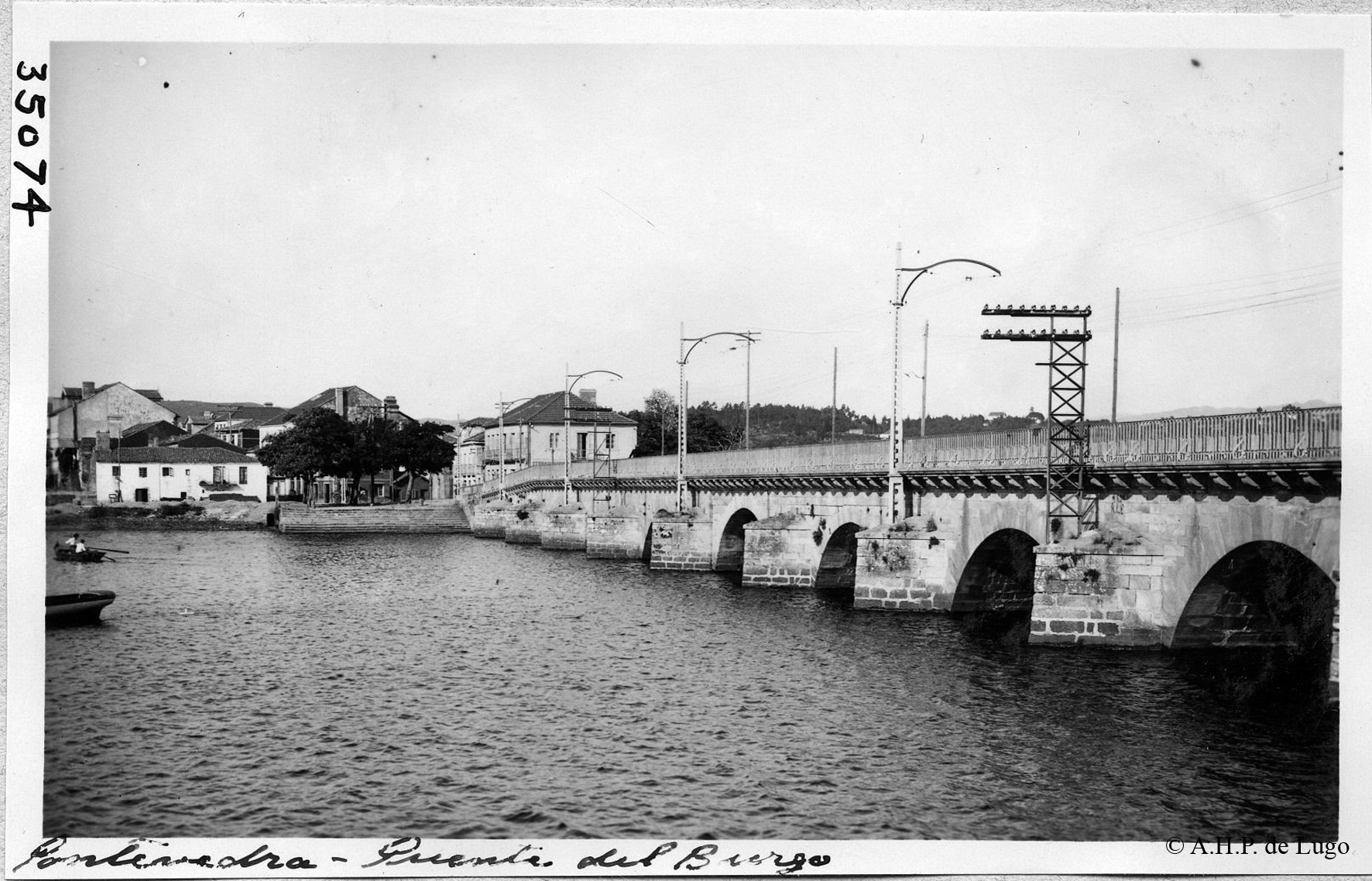
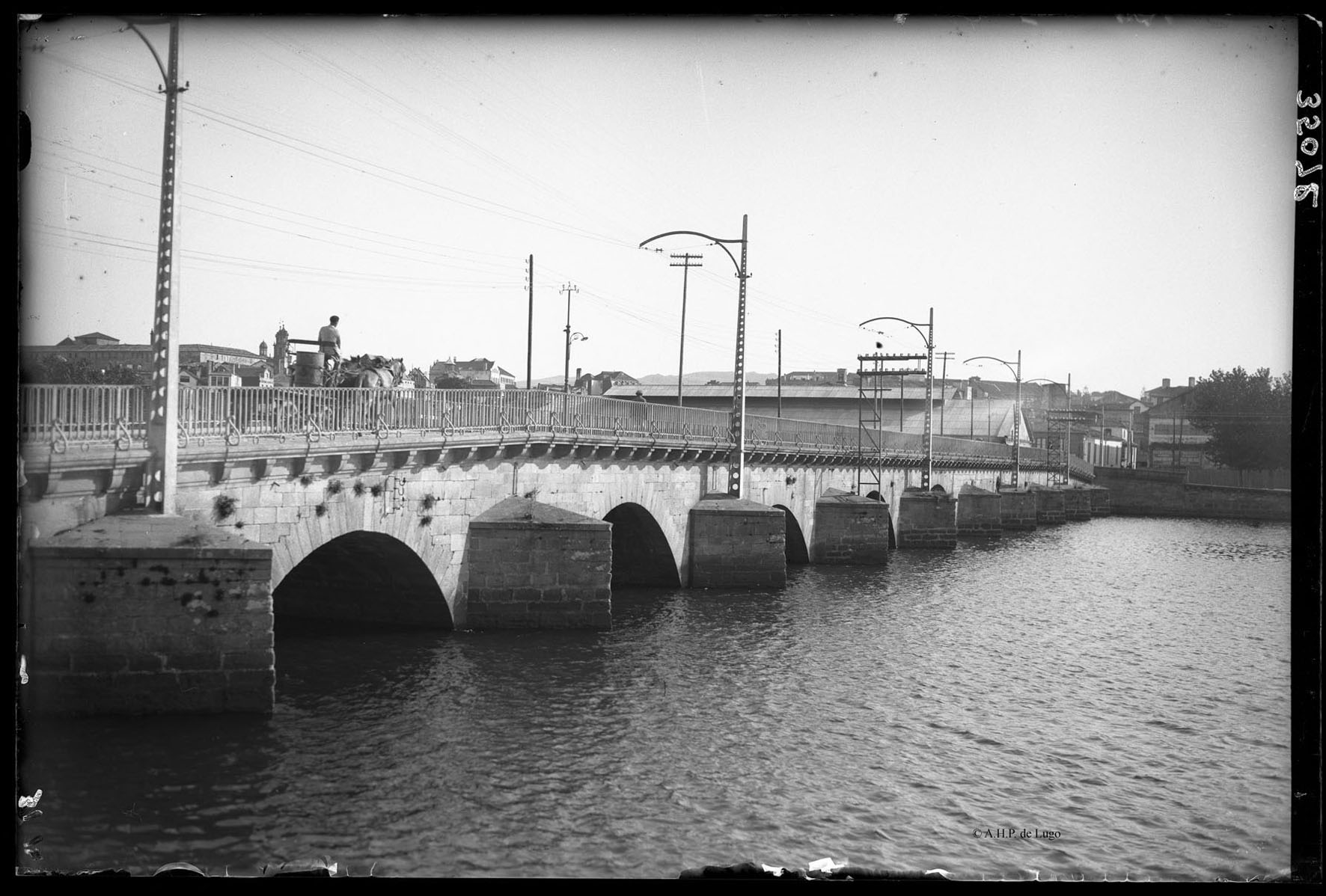
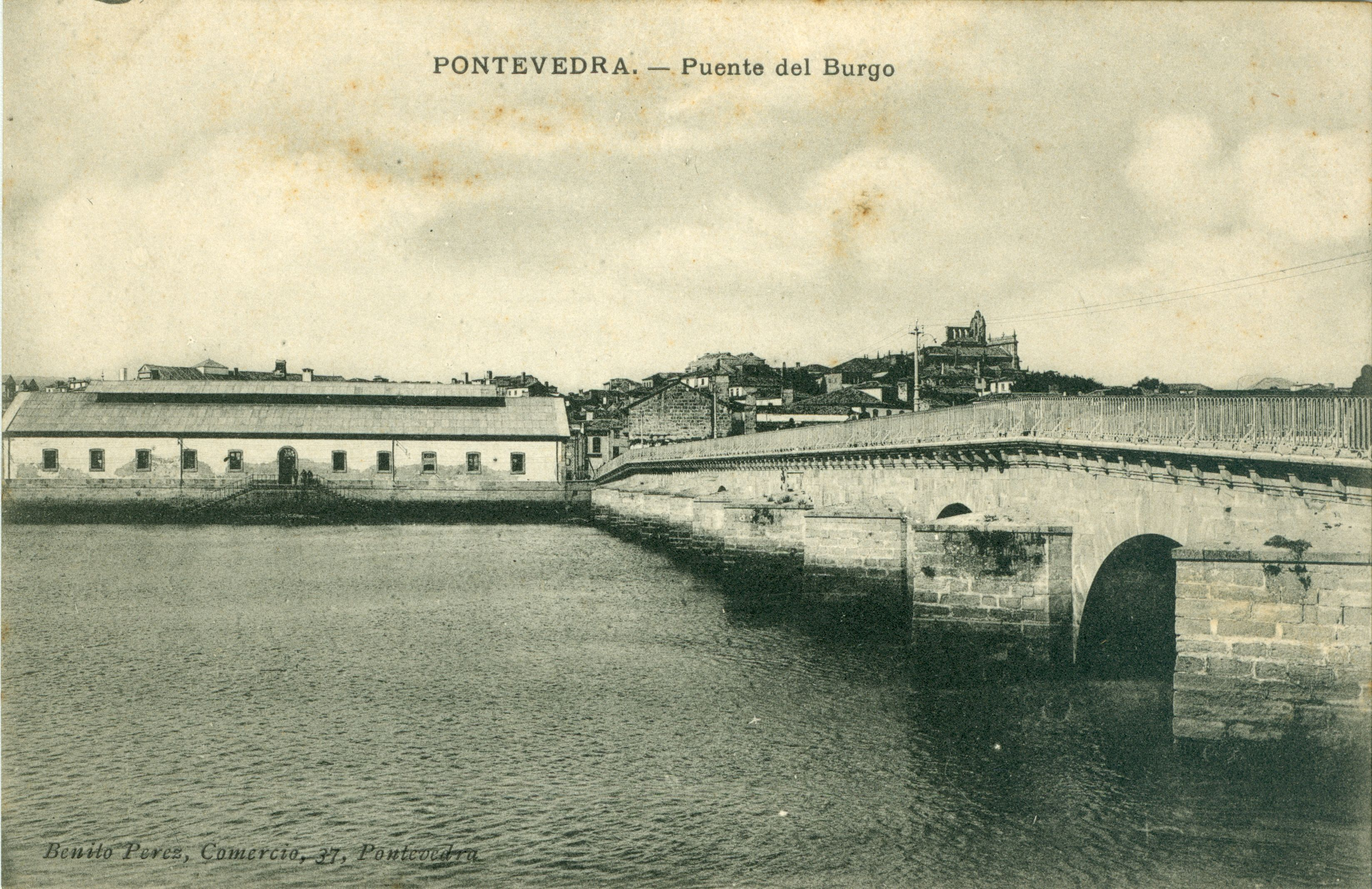
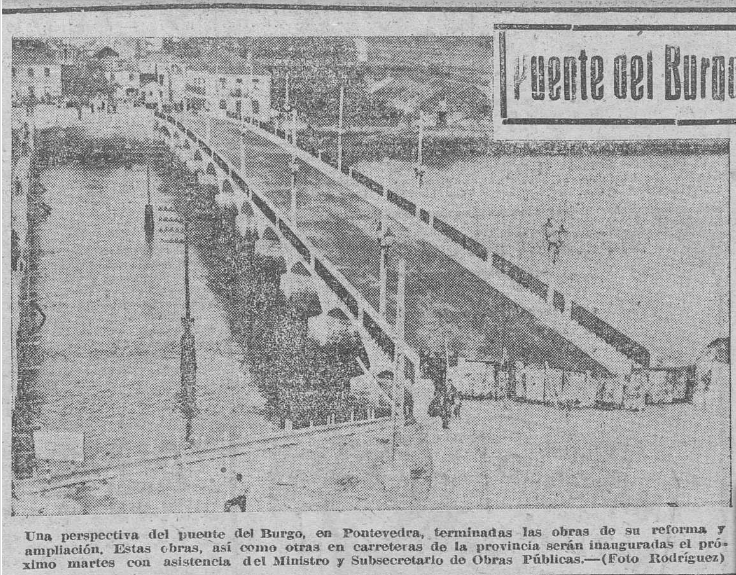
Final de las obras en 1954, con el puente de madera a la izquierda
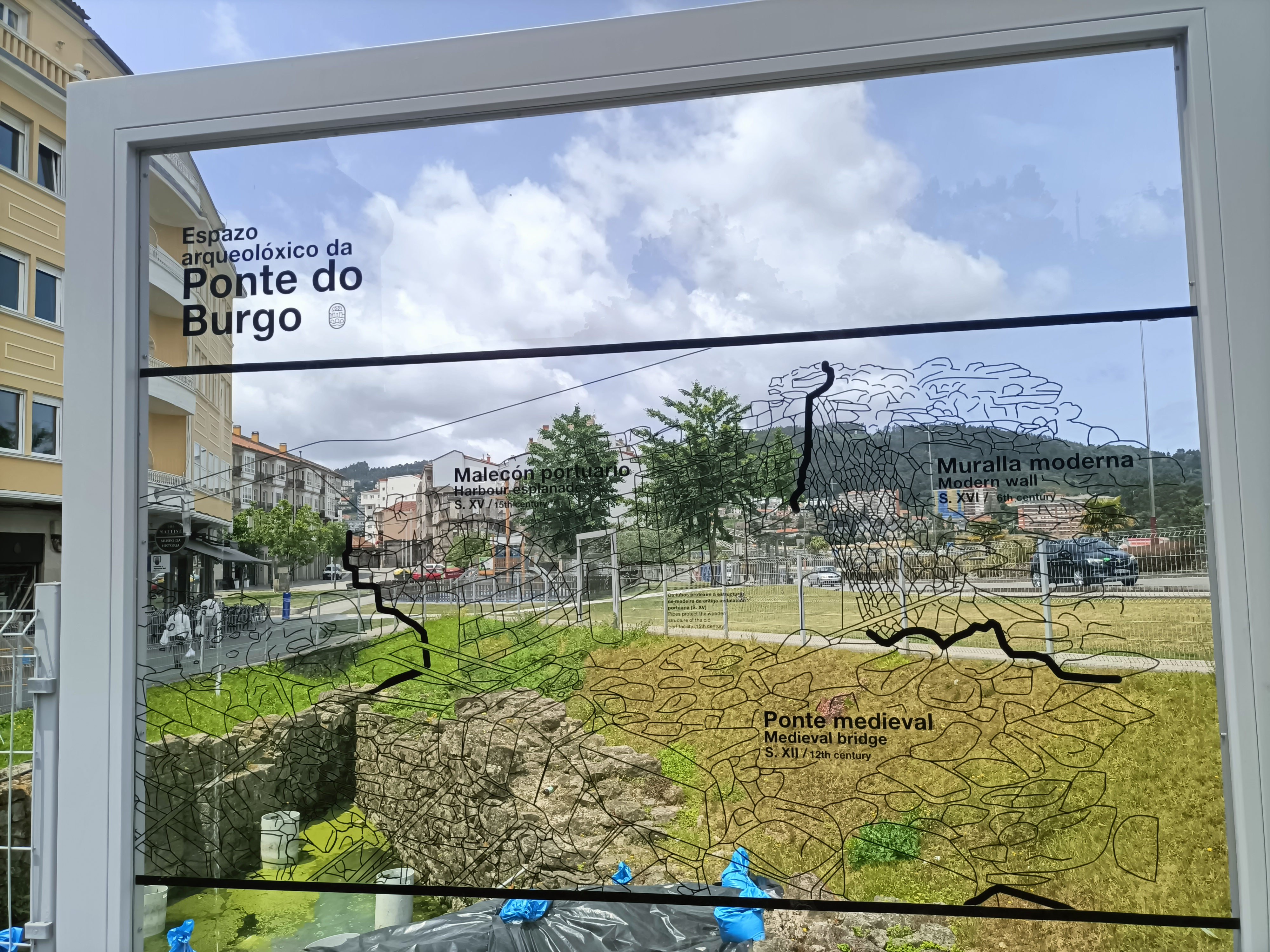
Espacio arqueológico del puente de Burgo